# Ibn Warraq

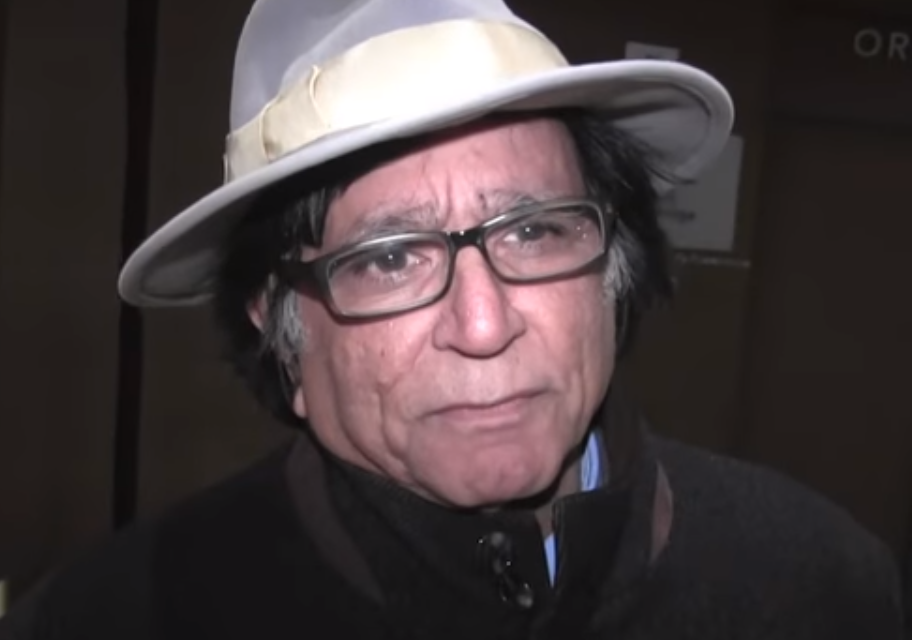
Ibn Warraq w 2018 roku

Ibn Warraq (ur. 1946) – pseudonim pochodzącego z Pakistanu autora i założyciela Instytutu Sekularyzacji Społeczeństwa Islamskiego (ang. Institute for the Secularisation of Islamic Society).
Jest pracownikiem naukowym organizacji Center for Inquiry zajmującym się islamem. Warraq stał się znany dzięki wzbudzającym kontrowersje książkom dotyczącym wczesnej historii islamu. Brał udział w konferencji ONZ-u „Ofiary dżihadu” zorganizowanej przez International Humanist and Ethical Union.
Napisał 7 książek w tym:
- Why I Am Not a Muslim (1995)
- The Origins of the Koran (1998)
- Quest for the Historical Muhammad (2000)